# NGC 3209
NGC 3209 este o galaxie eliptică situată în constelația Leul. A fost descoperită în 19 februarie 1827 de către John Herschel. Se află la o distanță de 90,03 de megaparseci de Pământ.